# Tarquinio Merula
Tarquinio Merula (25. listopadu 1595 Busseto - 10. prosince 1665 Cremona) byl italský hudební skladatel a varhaník období raného baroka.
Tarquinio Merula se stal roku 1616 varhaníkem v Lodi a roku 1622 kapelníkem v Santa Maria Maggiore v Bergamu. V roce 1623 odešel jako dvorní varhaník do Varšavy, kde od roku 1624 pracoval pro krále Zikmunda III. Vasu. V roce 1628 se vrátil do Itálie, kde se stal varhaníkem a koncertním mistrem v Sant'Agata a kapelníkem v katedrále v Cremoně. V letech 1633 až 1642 se vrátil na své předchozí místo v Bergamu. Od roku 1652 až do své smrti pak opět působil v cremonské katedrále.
Díky Amatimu a jeho studentům byla Cremona již ve druhé polovině 16. století jedním z důležitých center výroby smyčcových nástrojů. V důsledku toho byla značná poptávka po instrumentální hudbě od místních patriciů a šlechty. Merula a Niccolò Corradini patřili ke skladatelům, kteří tuto potřebu duchovní i světské hudby uspokojovali. Merulova vícehlasá instrumentální díla (canzones, balli, sonáty) patří k zajímavým příkladům houslové a triové sonátové tvorby z doby před rokem 1650. Dále Merula napsal četné madrigaly s instrumentálním doprovodem a mše pro církevní potřebu. Mezi jeho díla patří také opera La finta savia z roku 1643.